# Leah Rawls Atkins
Leah Marie Rawls Atkins (24 de abril de 1935 - 4 de octubre de 2024) fue una historiadora y campeona de esquí acuático estadounidense. Sirvió como Directora del Centro Universitario para las Artes y Humanidades de Auburn.

## Carrera deportiva
Ganó los Campeonatos Mundiales de Esquí acuático de 1953 en Toronto. Después de una carrera de esquí, obtuvo un Ph.D. en historia por la Universidad de Auburn en 1974.
Fue la primera mujer en la Salón de la Fama en Deportes de Alabama. Y obtuvo el Premio Leah Rawls Atkins, el premio más alto de la universidad para atletismo, y nombrado en su honor.
En 1954, se casó con el jugador de fútbol americano George Atkins; tienen cuatro hijos y trece nietos.

## Obra

### Algunas publicaciones
- Atkins, Leah Rawls (1960) Early Efforts to Control Tuberculosis in Alabama: The Formation and Work of the Alabama Tuberculosis Association, 1908-1930. Master's Thesis. Auburn University

- Atkins, Leah Rawls (1974) Southern Congressmen and the Homestead Bill.. Ph.D. dissertation. Auburn University

- Atkins, Leah Rawls (1976) A Manual for Writing Alabama State and Local History. Montgomery: Alabama Historical Commission

- Atkins, Leah Rawls (197–) William Appleman Williams: The Misuse of History.

- Atkins, Leah Rawls (1978) The Romantic Ideal: Alabama's Plantation Eden. Troy: Troy State University Press ISBN 0916624196

- Atkins, Leah Rawls & Flora Jones Beavers (1981) The Jones Family of Huntsville Road. Birmingham: L. R. Atkins

- Atkins, Leah Rawls (1986) The Club: A History, 1951-1986. Birmingham: The Club

- Rogers, William Warren; Robert D. Ward; Leah Rawls Atkins, L & Wayne Flynt (1994) Alabama: The History of a Deep South State. University of Alabama Press ISBN 081731699X

- Adams, E. Bryding and Leah Rawls Atkins (1995) Made in Alabama: A State Legacy. Birmingham: Birmingham Museum of Art ISBN 0931394406

- Atkins, Leah Rawls; William Warren Rogers; Robert David Ward & Alice Knierim (1995) An Alabama Legacy: Images of a State. Donning Co. ISBN 0898659507

- Atkins, Leah Rawls (1995) Nineteenth Century Club: Celebrating 100 Years of 'Mutual Mental Improvement' (1895-1995) Birmingham, Alabama. Birmingham: The Club

- Atkins, Leah Rawls (1996) Caroline Marshall Draughon. Auburn: Auburn University Campus Club/Craftmaster Printers

- Atkins, Leah Rawls (1999) John M. Harbert III: Marching to the Beat of a Different Drummer. Tarva House iSBN 0966654609

- Atkins, Leah Rawls (2000) The Warrior and the Tombigbee: Two Rivers Flowing Through History. Warrior-Tombigbee Waterway Association

- Atkins, Leah Rawls (2002) The Building of Brasfield & Gorrie. Birmingham: Brasfield & Gorrie ISBN 061512173X

- Atkins, Leah Rawls (2008) Blossoms Amid the Deep Verdure, 1892-1992: A Century of Women at Auburn. Auburn: Auburn University

- Atkins, Leah Rawls & Katherine Tuttle Walcott (2009) "I Am a Telephone Man": Wallace R. Bunn's Life in the Bell System.. Pine Ridge House

- Atkins, Leah Rawls (2010) "Tasso": The Bower House at Molette's Bend. Birmingham: Alabama Power Company